# Liste der Monuments historiques in Sibiril
Die Liste der Monuments historiques in Sibiril führt die Monuments historiques in der französischen Gemeinde Sibiril auf.

## Liste der Bauwerke
| Bezeichnung                    | Beschreibung | Standort | Kennzeichnung | Schutzstatus | Datum | Bild           |
| ------------------------------ | ------------ | -------- | ------------- | ------------ | ----- | -------------- |
| Château de Kérouzéré (Schloss) |              | (Lage)   | PA00090447    | Classé       | 1883  | weitere Bilder |
| Manoir de Kerlan (Herrenhaus)  |              | (Lage)   | PA00090448    | Inscrit      | 1969  | weitere Bilder |
| Moulin de Kerlan (Mühle)       |              | (Lage)   | PA00090449    | Classé       | 1968  | weitere Bilder |

## Liste der Objekte
| Bezeichnung                   | Beschreibung    | Standort                          | Kennzeichnung | Schutzstatus | Datum | Bild           |
| ----------------------------- | --------------- | --------------------------------- | ------------- | ------------ | ----- | -------------- |
| Grabmal von Jean de Kerouzéré | Kersantit, 1460 | in der Kirche Saint-Pierre (Lage) | PM29001134    | Classé       | 1922  | weitere Bilder |